# Камышев, Владимир Максимович
Владимир Максимович Камышев (1923 − 1943) — участник Великой Отечественной войны.

## Биография
Владимир Максимович Камышев родился в 1923 году в г. Хива Узбекской ССР, где его отец участвовал в борьбе с басмачеством.
После демобилизации отца семья вернулась на родину — город Касимов Рязанской области. Владимир часто бывал в Москве у своих родственников, где слушал лекции академика Тарле и генерал-лейтенанта Игнатьева (автора мемуаров «50 лет в строю»).
В 1941 году, после окончания десятилетки, поступил в Рязанское артиллерийское училище, которое вскоре было эвакуировано в Алма-Ату.
В 1942 году добровольцем ушёл на фронт. Был ранен, два месяца находился на лечении в военном госпитале Пензы.
Осенью 1942 года в составе 62-й армии участвовал в Сталинградской битве.
Погиб 17 августа 1943 года в Святогорске.

## Гибель
17 августа 1943 года, спустя месяц после начала битвы на Северском Донце, батарея гвардии лейтенанта В. Камышева, заняв позиции неподалёку от памятника Артёму, открыла огонь по немцам, занявшим оборону в урочище Ясиновое. Неровный ландшафт мешал ведению прицельного огня.
Камышев заметил, что неподалёку от позиций батареи стоит дуб с густой кроной. Вместе с двумя бойцами он незаметно пробрался к дубу и, взобрался на него, стал корректировать огонь своей батареи. Немцы открыли огонь по дубу из самоходных орудий. Один из снарядов попал в ствол дерева, снёс его крону. Камышев был ранен и после боя доставлен в госпиталь, созданный на базе санатория «Тяжмаш» (сейчас «Шахтёр») посёлка Банное (ныне Святогорск), где и умер. Похоронен на кладбище в центре посёлка Банное (сейчас здесь находится Холм Славы).
Останки В. М. Камышева были перезахоронены 20 августа 1970 года — на место подвига разведчика с городского кладбища Святогорска.
Памятник в виде дуба с горельефом солдата установлен в 1985 году на месте гибели Камышева.

## Память
- Дуб Камышева